# Functioneringsgesprek
Een functioneringsgesprek is een dialoog waarin het wederzijds functioneren van de werknemer en diens leidinggevende besproken wordt. Dit in tegenstelling tot het beoordelingsgesprek waarin slechts het functioneren van de werknemer besproken wordt.
Doelen voor een functioneringsgesprek kunnen prestatieverbetering, bijsturing, stimulering en ontwikkeling zijn. Eventueel aansluitende bespreekpunten kunnen zaken zijn zoals het herkennen en eventueel aanpakken van problemen op de werkvloer.
Een functioneringsgesprek vindt periodiek plaats, bijvoorbeeld halfjaarlijks, jaarlijks maar ook na de afronding van een project.
De STAR-interviewmethode (Situatie, Taak, Actie, Resultaat) wordt geregeld gebruikt voor functioneringsgesprekken, maar ook voor bijvoorbeeld sollicitatiegesprekken. Met deze methode wil de interviewer een zo betrouwbaar mogelijk beeld krijgen van met name het gedrag van een medewerker, zonder dat deze zelf bij diens handelen aanwezig is geweest.

## Kenmerken
Een functioneringsgesprek heeft de volgende kenmerken:
- Het gesprek is tweezijdig; de leidinggevende vraagt over het functioneren van de medewerker en eventuele problemen die er ontstaan. Deze krijgt de kans om te reageren en gelijke vragen aan zijn leidinggevende te stellen.
- Tijdens het functioneringsgesprek wordt onder meer de status van de van tevoren vastgelegde doelstellingen besproken alsmede prestatie ten opzichte van de competenties welke voor de werknemer van toepassing zijn.
- De verhoudingen tussen leidinggevende en medewerker zijn gelijkwaardig.
- Een functioneringsgesprek is (bij de meeste bedrijven) een keer per jaar verplicht.
- Na een functioneringsgesprek kan er op een latere termijn een ontwikkelings- of beoordelingsgesprek plaatsvinden.
- Van het gesprek dient een verslag gemaakt te worden. Beide partijen mogen dit verslag corrigeren: is het verslag naar tevredenheid, dan ondertekenen beiden dit.
- Beide partijen moeten op voorhand agendapunten kunnen inbrengen, ze moeten zich dus beiden goed voorbereiden op het gesprek.